# Taqiyya
Il termine taqiyya (in arabo تقية ‎?), nella tradizione islamica, soprattutto in quella sciita, indica la liceità di nascondere  o addirittura rinnegare esteriormente la fede, di dissimulare l'adesione a un gruppo religioso, e di non praticare i riti obbligatori previsti dalla religione islamica (ad es. la Ṣalāt), al fine di sottrarsi a una persecuzione o a un pericolo grave e imminente contro sé stessi, causato dalla manifestazione esteriore della propria fede islamica, o, in altri casi, il fine può essere quello di invadere o prendere possesso di Paesi, comunità e istituzioni più facilmente allo scopo di conversione e persino di imporre la legge islamica Sharia.
Il fine consiste nel non destare sospetti, simulando un atteggiamento accondiscendente e non antagonista, all'interno di una comunità ostile verso il singolo credente o verso l'intera comunità islamica. Il termine arabo è traducibile in italiano come paura, stare in guardia, circospezione, timore di Dio, santità, ambiguità o dissimulazione, menzogna.

## Definizione
Il Grande Ayatollah sciita Muhammad Fazel Lankarani così risponde, nel suo sito web, alla domanda di un musulmano sulla liceità del nascondere la propria identità islamica:
(definizione di taqiyah secondo Muhammad Fazel Lankarani)
Paragonabile alla taqiyya è il sostantivo kitmān (in arabo كتمان‎?, traducibile come "discrezione, o riserva mentale"), che consiste nel dire solo una parte della verità riconoscendosi il diritto a una riserva mentale per celare le proprie reali convinzioni attraverso una condotta reticente. È assai improprio parlare di taqiyya o di kitmān quando manchi l'elemento fondamentale del rischio grave e imminente per la propria incolumità e la propria fede.

## Applicabilità
Taqiyya e kitmān, come ogni altro precetto islamico, hanno precisi ambiti di applicazione, malgrado faccia strutturalmente difetto, in ambito islamico, l'esistenza di un'autorità religiosa unica, universalmente riconosciuta da tutti i musulmani, con l'eccezione dello sciismo che può occasionalmente godere dell'insegnamento di un Marjaʿ. Ad es. secondo gli sciiti, la taqiyya e il kitmān possono essere usate legittimamente solo da musulmani ingiustamente perseguitati mentre per alcuni sunniti essi sono comunque atti inammissibili, giudicati ipocriti e indizi di mancanza di fede e di fiducia in Dio.
In ogni caso, se colpevoli di un qualche misfatto, il tentativo di occultamento del crimine non è ammissibile, né sotto un profilo legale, né (ovviamente) sotto uno puramente morale. In tal caso, quindi, per l'Islam intero non c'è alcuno spazio ammissibile per la dissimulazione.
Il pensiero islamico, quindi, giudica "martire" chi affermi la propria fede anche di fronte a un pericolo grave e imminente ma non reputa tale "martirio" obbligatorio.

## Utilizzo nella storia
I gruppi minoritari islamici, come gli sciiti e i kharigiti, nel corso dei secoli hanno dovuto ricorrere spesso alla taqiyya o al kitmān poiché la rivalità con i sunniti era evidente e lo è tuttora. Per questo motivo si è portati a credere che la taqiyya non faccia parte del sunnismo poiché loro non trovano doveroso nascondere la propria fede poiché il sunnismo si basa sulla sunna e quindi sulla vita del Profeta Maometto: questi, al pari dei suoi compagni, teneva stretta la propria fede a ogni costo senza nasconderla.
Ci sono anche altri pensieri tra i sunniti: ad esempio, secondo il teologo sunnita al-Ghazālī, invece, mentire per proteggere sé stessi o altri è ammissibile in alcune circostanze.
Classico esempio di taqiyya sunnita è rappresentato dai moriscos spagnoli che, dopo la Reconquista, per tutto il XVI secolo dovettero confrontarsi con la conversione forzata al Cristianesimo, da dimostrare con pratiche come il comunicarsi, il mangiare maiale, il consumare bevande alcoliche, il non lavarsi più volte quotidianamente o il non circoncidere i figli. Per questa ragione, i moriscos sollecitarono a più riprese fatwā di faqih nord-africani circa la legalità e i limiti dell'uso della taqiyya per quanto riguardava la loro situazione:
(trascrizione in castigliano medioevale della fatwā in morisco aljamiado riprodotta di fianco)

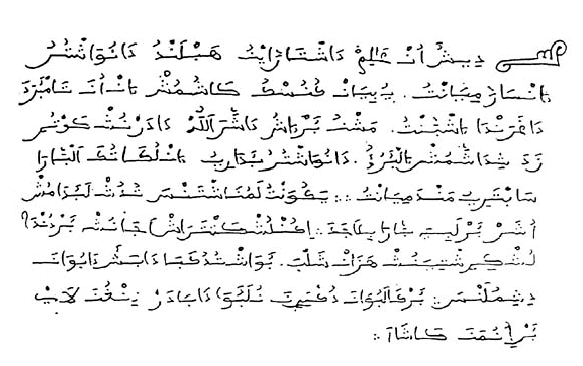
fatwā in morisco aljamiado (cioè scritto in castigliano con caratteri arabi) che incoraggia la conservazione della fede musulmana nonostante le pressioni subite e raccomanda di dissimulare.

I drusi, una setta religiosa nata dall'alveo sciita ismailita (e che si dichiara musulmana sebbene la gran parte dei musulmani non la consideri tale), praticano una taqiyya permanente, osservando con puntualità i precetti religiosi maggioritari del luogo dove risiedono: fingono di essere cristiani con i cristiani e musulmani con i musulmani, sia per risparmiarsi le persecuzioni, sia per celare i riti del loro credo, caratterizzato da grande segretezza, che non possono essere rivelati ad altri.
Lo stesso accade con lo yazidismo in cui alcune popolazioni curde sono solite fingere di aderire alle pratiche sunnite, proprie della maggioranza del loro gruppo etnico.

## Analogie con altre fedi
La taqiyya ha analogie con il "Nicodemismo" (da Nicodemo, il ricco seguace del Cristo che finse di non conoscerlo sul Calvario), che fu praticato e legittimato da alcuni, con caratteristiche simili, durante le guerre di religione tra cattolici e protestanti o successive alla Riforma nel XVI secolo.
Nell'ebraismo, la Halakhah (le leggi religiose) prevede, durante le persecuzione, la violabilità di tutti i precetti ad eccezione della proibizione dell'idolatria, dell'incesto e dell'assassinio. In questi casi ci si attende, infatti, il sacrificio della vita. Non esiste una effettiva proibizione ad abbracciare un'altra religione, a meno che questo non supponga la violazione di altre leggi. Mosè Maimonide, il più grande filosofo ebreo della Penisola iberica, giustificò questo comportamento tra i suoi correligionari in Yemen nella sua Iggereth Teiman ("Lettera allo Yemen").